# Laurențiu Rebega
Laurențiu Constantin Rebega (n. 20 februarie 1976, Vălenii de Munte, România) este un politician român, membru al Parlamentului European din 2014. 
În Parlamentul European, Laurențiu Rebega este membru al Comisiei pentru Agricultură și Dezvoltare Rurală (AGRI) și al Comisiei pentru Petiții (PETI) și membru supleant în Comisia pentru Afaceri Externe (AFET), Comisia pentru Industrie, Cercetare și Energie (ITRE) și Comisia pentru Dezvoltare regională (REGI). De asemenea, el face parte din Delegația la Comisia Parlamentară mixtă UE- Turcia. Este membru al Grupului Politic al Conservatorilor și Reformiștilor Europeni (ECR).

## Formarea profesională
Laurențiu Rebega a urmat între anii 1999 și 2004 cursurile facultății de Zootehnie din cadrul Universității de Științe Agronomice și Medicină Veterinară (USAMV) din București.     
S-a implicat într-o serie de activități studențești, de reprezentare și organizare. A fost reprezentantul Ligii Studenților din USAMV București, președinte al Asociației Sportive Agronomia și director de redacție la ziarul “Impact Studențesc”. În anul 2003, a urmat cursul Young Farmers, oferit de Grindsted Agricultural College din Danemarca. După obținerea diplomei de licență în cadrul USAMV București s-a întors la Grindsted Agricultural College unde, în perioada 2004-2006, a obținut diploma Junior Leader în Agricultural Business. În cadrul acestui program a studiat și realizat proiecte în domeniul managementului agricol.  În perioada 2007-2009 a fost masterand al USAMV București unde s-a specializat în Management și Dezvoltare Rurală. Între 2009 și 2011, a absolvit și cursurile programului de masterat din cadrul Academiei de Științe Economice din București, România, specializarea Managementul Proiectelor de Dezvoltare Rurală și Regională. În 2012, a urmat și cursurile Institutului Diplomatic Român (specializarea Politică Externă și Diplomație). Este absolvent al programului de masterat cu specializarea Politică Internațională oferit de Centrul European pentru Cercetări Internaționale și Strategice din Bruxelles, Belgia.

## Cariera politică
În perioada 2004-2006 a lucrat ca inginer agronom practicant în Danemarca. După revenirea în România, a lucrat ca inginer agronom Institutul Național de Cercetare - Dezvoltare pentru Îmbunătățiri Funciare (ISPIF) București, expert în logistică la  ADT Projekt, director de producție la societatea JD Agro Cocora, Manager General pentru SC SEMINA SA și consultant la departamentul pentru Agricultură din cadrul SDC Agro Seed SRL.  
În anul 2010 și-a început cariera politică în cadrul Partidului Conservator (PC), ulterior devenind și președinte al filialei județene a PC Prahova.  În iunie 2012, la alegerilor locale, Laurențiu Rebega a obținut mandatul de consilier județean, fiind ales vicepreședinte al Consiliului Județean Prahova. În 2014, a devenit vicepreședinte al PC la nivel național și coordonator al Departamentului pentru Agricultură și Dezvoltare Rurală.  În mai 2014, a candidat pe listele alianței PSD-PC-UNPR la alegerile europarlamentare și a obținut un mandat în cadrul Parlamentului European. Din octombrie 2018 este vicepreședinte al partidului PRO România.

## În Parlamentul European
În urma alegerilor pentru Parlamentul European, Laurențiu Rebega a devenit la 38 de ani unul dintre cei 32 de europarlamentari ai României.  Până în iunie 2015, a fost membru al Grupului S&D (Alianța Progresistă a Socialiștilor și Democraților din Parlamentul European). În perioada iunie 2014-iunie 2015, a fost membru cu drepturi depline în Comisia pentru Agricultură și Dezvoltare Rurală (AGRI), Comisia pentru Petiții (PETI) și membru supleant în Comisia pentru Pescuit (PECH) și membru al Delegației la comitetele parlamentare de cooperare UE-Armenia și UE-Azerbaijan și la Comitetul Parlamentar de Asociere UE-Georgia. În iunie 2015, a plecat din grupul politic S&D și s-a alăturat unui nou grup politic, Europa Națiunilor și Libertății (ENL) (Europe des Nations et Libertés/ Europe of Nations and Freedoms), fiind singurul deputat român din acest grup care număra 39 de europarlamentari din 9 state (Austria, Belgia, Franța, Germania, Italia, Olanda, Polonia, România și UK).  În 2015, a devenit membru supleant în Comisia pentru Afaceri Externe (AFET), Comisia pentru Industrie, Cercetare și Energie (ITRE) și Comisia pentru Dezvoltare regională (REGI). De asemenea, face parte din Delegația la Comisia Parlamentară mixtă UE- Turcia. Din 1 martie 2018, Laurențiu Rebega s-a retras din grupul ENL, devenind deputat independent (http://www.europarl.europa.eu/meps/ro/124792/LAURENTIU_REBEGA_home.html). Începând cu aprilie 2018 face parte din grupul ECR.     
Pe pagina personală, Laurențiu Rebega afirmă că întreaga sa activitate susține ideologic și participativ apărarea libertăților individuale, a suveranității naționale și protejarea libertății de exprimare în toate formele.  Laurențiu Rebega și-a exprimat patriotismul și loialitatea necondiționată pentru valorile națiunii române și principiile statului unitar român. 
|  | Cred cu tărie că binele unei națiuni nu trebuie să însemne răul alteia, fapt pentru care convingerile mele patriotice și naționaliste vor fi prezente în fiecare dintre acțiunile mele politice. Voi apăra idealurile naționale, istoria, tradițiile, religia creștină și obiceiurile moștenite, participând activ la recunoașterea valorilor române în planul civilizației europene și globale. Sunt și voi rămâne continuatorul de drept al năzuințelor revoluțiilor române de la 1848, de unitate teritorială, al spiritului de emancipare și afirmare a Națiunii Române întru dreptate și concordie națională. | — Laurențiu Rebega, site personal |

Este un susținător declarat al unirii României cu Republica Moldova.
Laurențiu Rebega este primul român din istorie care a candidat la alegerile pentru funcția de președinte al unei instituții europene. La alegerile organizate pe data de 17 ianuarie 2017, Laurențiu Rebega a fost unul dintre cei șapte candidați la președinția Parlamentului European.

## Publicații
"Terorism și Contra-terorism în UE: lecții din trecut" - carte publicată în anul 2017 la Editura Mica Valahie, ISBN: 978-606-738-067-5  
"Terrorism and Counter-terrorism în the EU: Lessons from the past" - carte publicată în anul 2017 la Editura Mica Valahie, ISBN: 978-606-738-066-5  
"România din România și România din Uniunea Europeană" - carte publicată în anul 2018 la Editura Mica Valahie, ISBN: 978-606-738-069-9  

## Viața personală
Laurențiu Rebega are 49 de ani, este căsătorit și are două fiice. În tinerețe a practicat fotbalul și este și în prezent un împătimit al acestui sport.  Este pasionat de natură și un apărător al mediului înconjurător.

## Link-uri externe
- Website personal: http://www.laurentiurebega.ro/ Arhivat în 20 octombrie 2016, la Wayback Machine. (în limba română)
- Profil Laurentiu Rebega (în baza de date a Parlamentului European): http://www.europarl.europa.eu/meps/ro/124792/LAURENTIU_REBEGA_home.html